# Leuresthes
Leuresthes – rodzaj ryb z rodziny Atherinopsidae.

## Klasyfikacja
Gatunki zaliczane do tego rodzaju:
- Leuresthes sardina
- Leuresthes tenuis – księżycówka[3], lunarka[4], ateryna amerykańska[5]